# Dodge Daytona
Der Dodge Daytona war ein von dem US-amerikanischen Automobilhersteller Dodge von 1984 bis 1993 produziertes Sportcoupé mit Fließheck und Frontantrieb. In Europa wurde der Dodge Daytona als Chrysler Daytona verkauft. 
Der Daytona basierte auf der verkürzten Plattform der Chrysler K-Cars (Dodge Aries bzw. Plymouth Reliant). Er war Teil des Entwicklungsprojektes G24 und damit Schwestermodell des Chrysler Laser. Während dieser aber bereits 1986 wieder aus dem Programm fiel, blieb der Daytona bis 1993 in Produktion. Ein entsprechendes Plymouth-Modell gab es nicht. 

## Geschichte
1984 debütierte der Daytona in den Versionen Basis, Turbo und Turbo Z. Das Grundmodell wurde von einem 100 PS starken 2,2 l-Vierzylinder angetrieben, die Turbo-Ausführungen von einer 144 PS starken turbogeladenen Version der gleichen Maschine. Der Turbo Z besaß Zweifarbenlackierung, Front- und Heckspoiler, Schwellerschürzen sowie spezielle Zierstreifen. Als bestellbare Ausstattung gab es das Electronic Voice Alert (EVA), das Warnungen des Kombiinstruments ansagte.
1985 trugen alle Daytonas einen dreiteiligen Heckspoiler, der Turbo erhielt breitere Reifen und der Turbo-Motor verfügte über 148 PS.
1986 entfiel der normale Turbo (der Turbo Z blieb im Programm). Gegen Aufpreis gab es das Grundmodell auch mit dem neuen 2,5 l-Vierzylinder (101 PS) zu kaufen. Für den Turbo Z ließ sich ein von Carroll Shelby entwickeltes Sportfahrwerk ordern.

### Erstes Facelift (1987)
Im Jahr 1987 erhielt der Daytona ein erstes Facelift, das Klappscheinwerfer und ein überarbeitetes Heck umfasste. Das Modellprogramm gliederte sich jetzt in Grundmodell (mit dem 2,5-Liter- oder dem Turbo-Triebwerk), Daytona Pacifica (nur mit Turbomotor) und Daytona Shelby Z (mit einer neuen, 177 PS starken Version der Turbomaschine, Sportfahrwerk und Getrag-Fünfganggetriebe).
Ab 1989 waren an allen Daytonas Scheibenbremsen auch an der Hinterachse serienmäßig. Der Daytona Pacifica wurde durch den Daytona ES Turbo (mit 152 PS starkem 2,5-Liter-Turbo) ersetzt, der Shelby Z hieß nur noch Shelby. 
Ab 1990 gab es den Daytona als Basismodell und als ES gegen Aufpreis auch mit dem von Mitsubishi stammenden Dreiliter-V6-Motor. Beim überarbeiteten Hochleistungs-Turbotriebwerk des Daytona Shelby fiel das Turboloch dank variabler Laderschaufeln geringer aus, zudem war das Fahrzeug gegen Aufpreis mit elektronischer Fahrwerksregelung lieferbar. Alle Daytona erhielten Lenkrad und Armaturenbrett aus dem Chrysler LeBaron. 

Im Modelljahr 1991 kamen dem Daytona Änderungen an Fahrwerk und Lenkung zugute. Der Daytona Shelby wurde in Daytona IROC umbenannt und erhielt einen 154 PS starken 2,5 l-Turbomotor, der auf mehr Drehmoment bei niedrigen Drehzahlen abgestimmt war. 

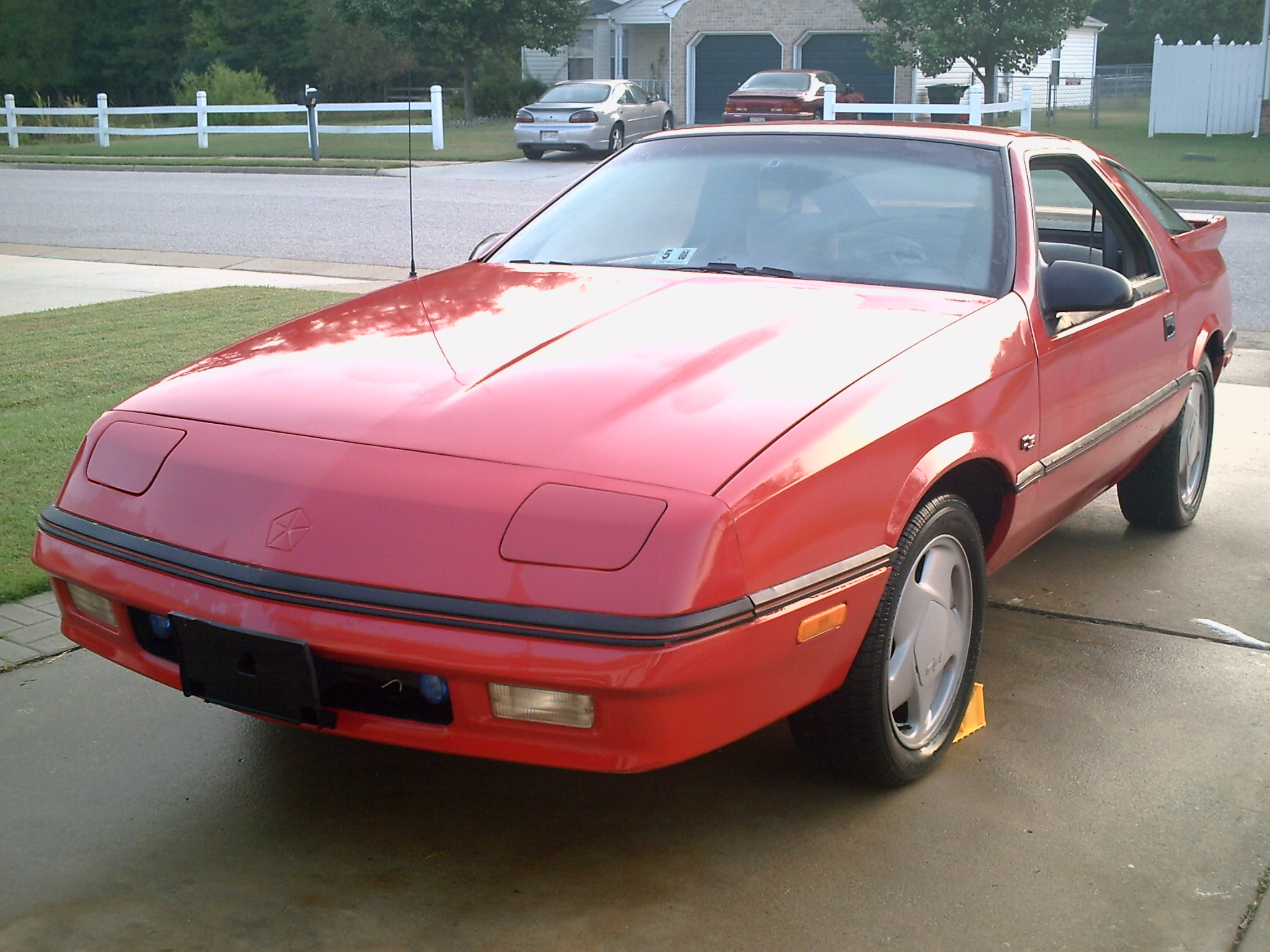
Dodge Daytona (1987–1993)
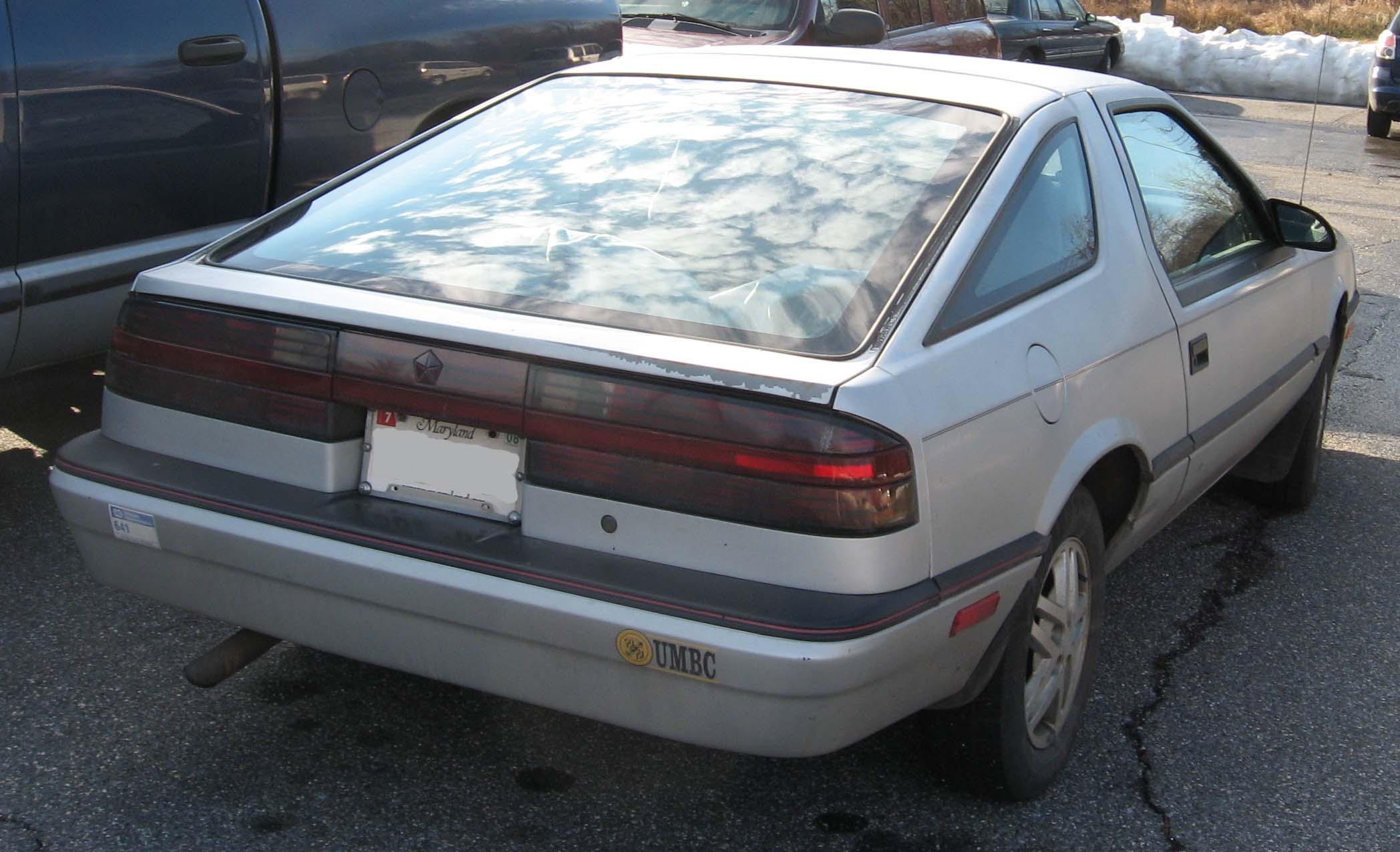
Heckansicht
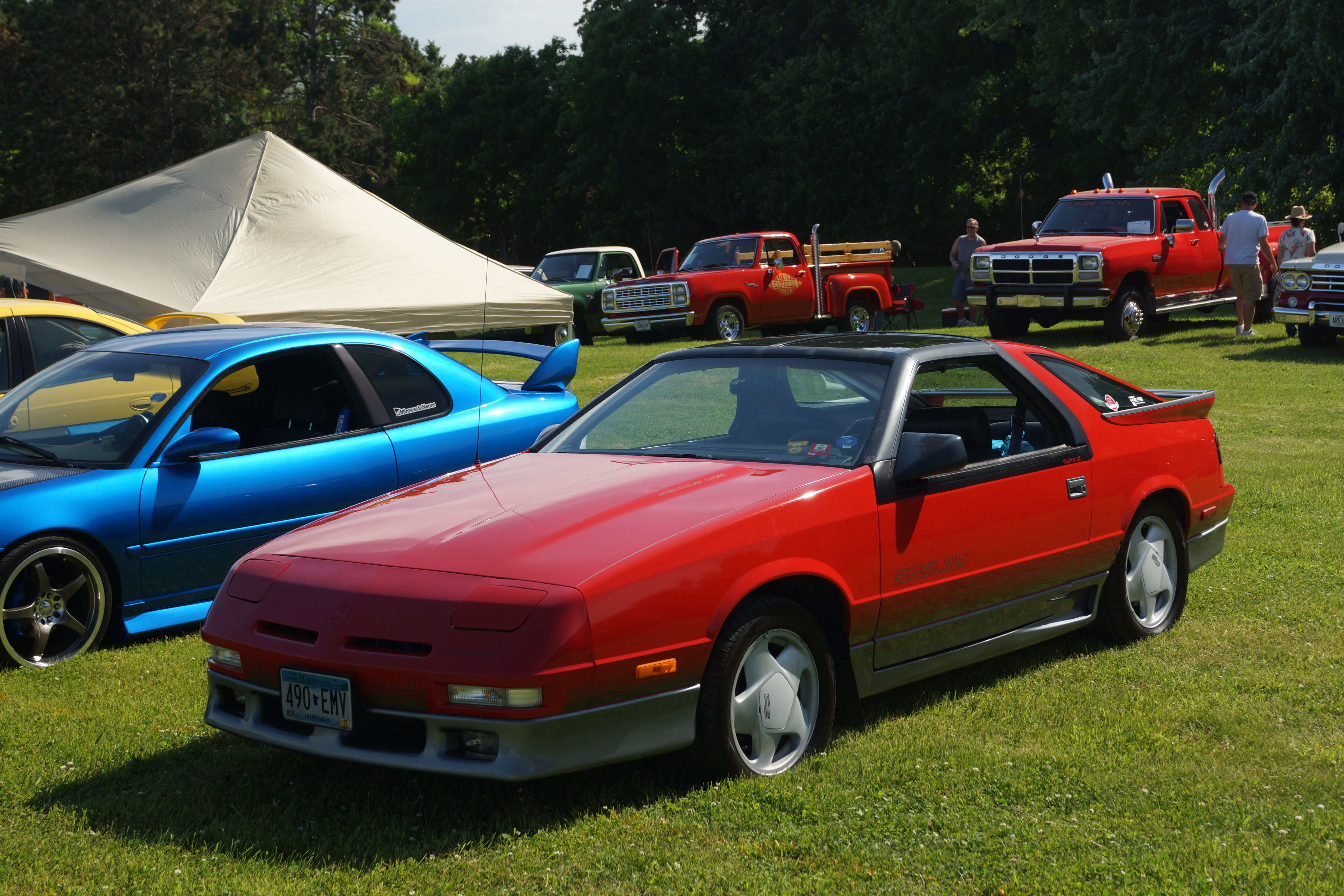
Dodge Daytona Shelby
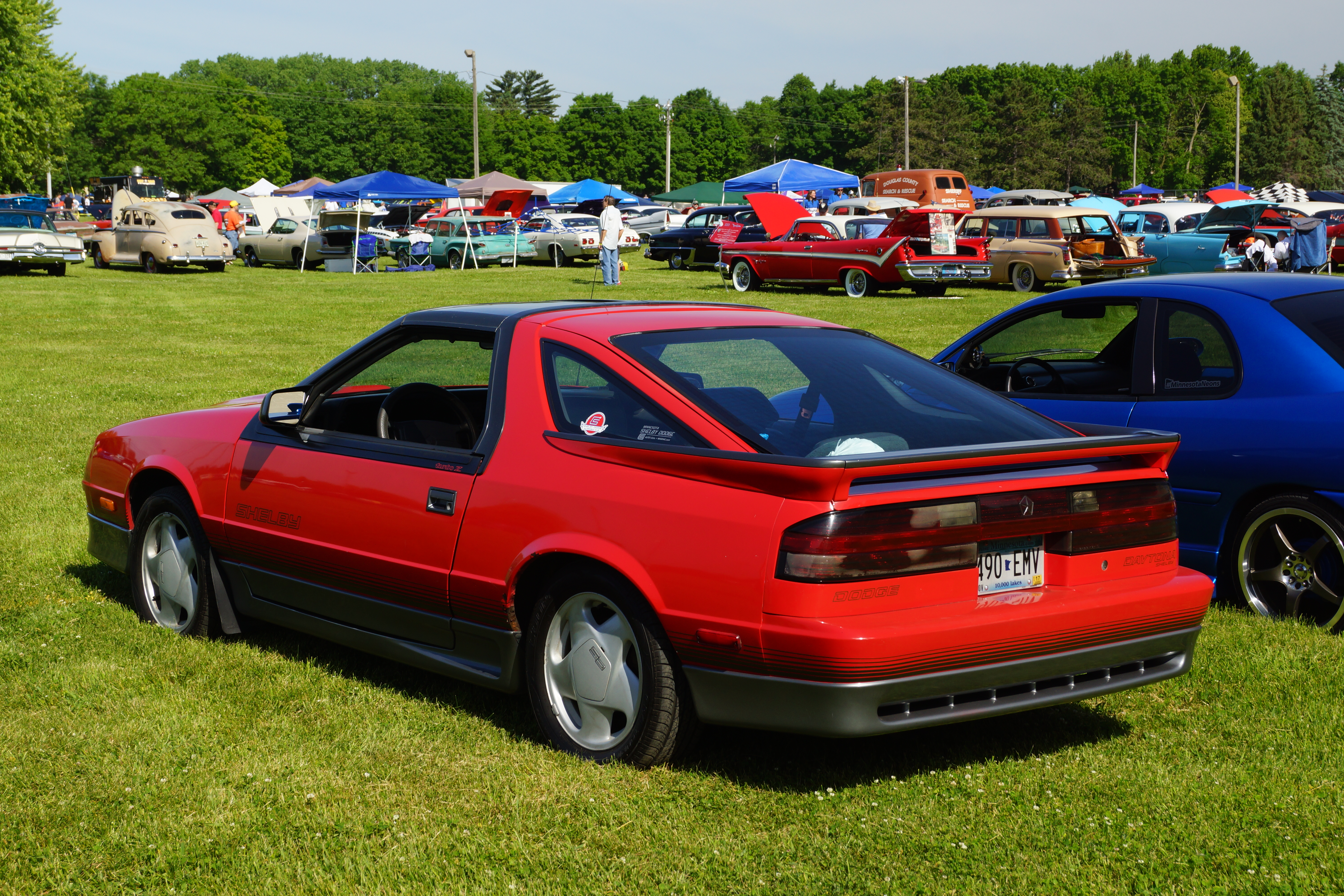
Heckansicht
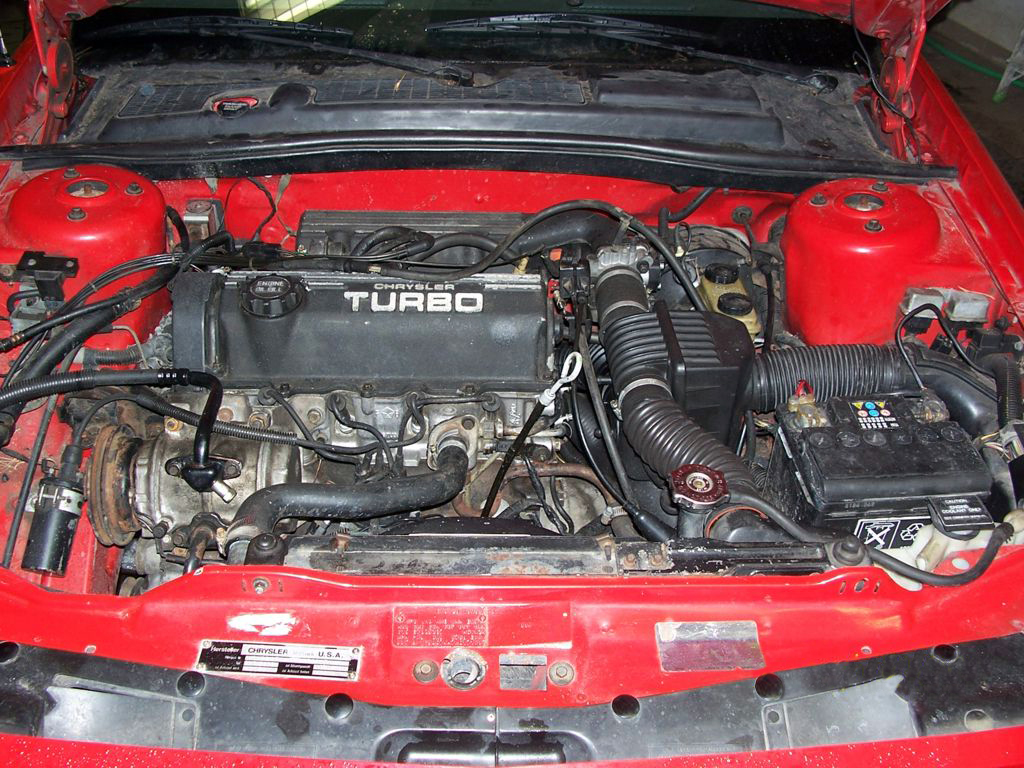
2,2 Liter-Turbomotor von Chrysler
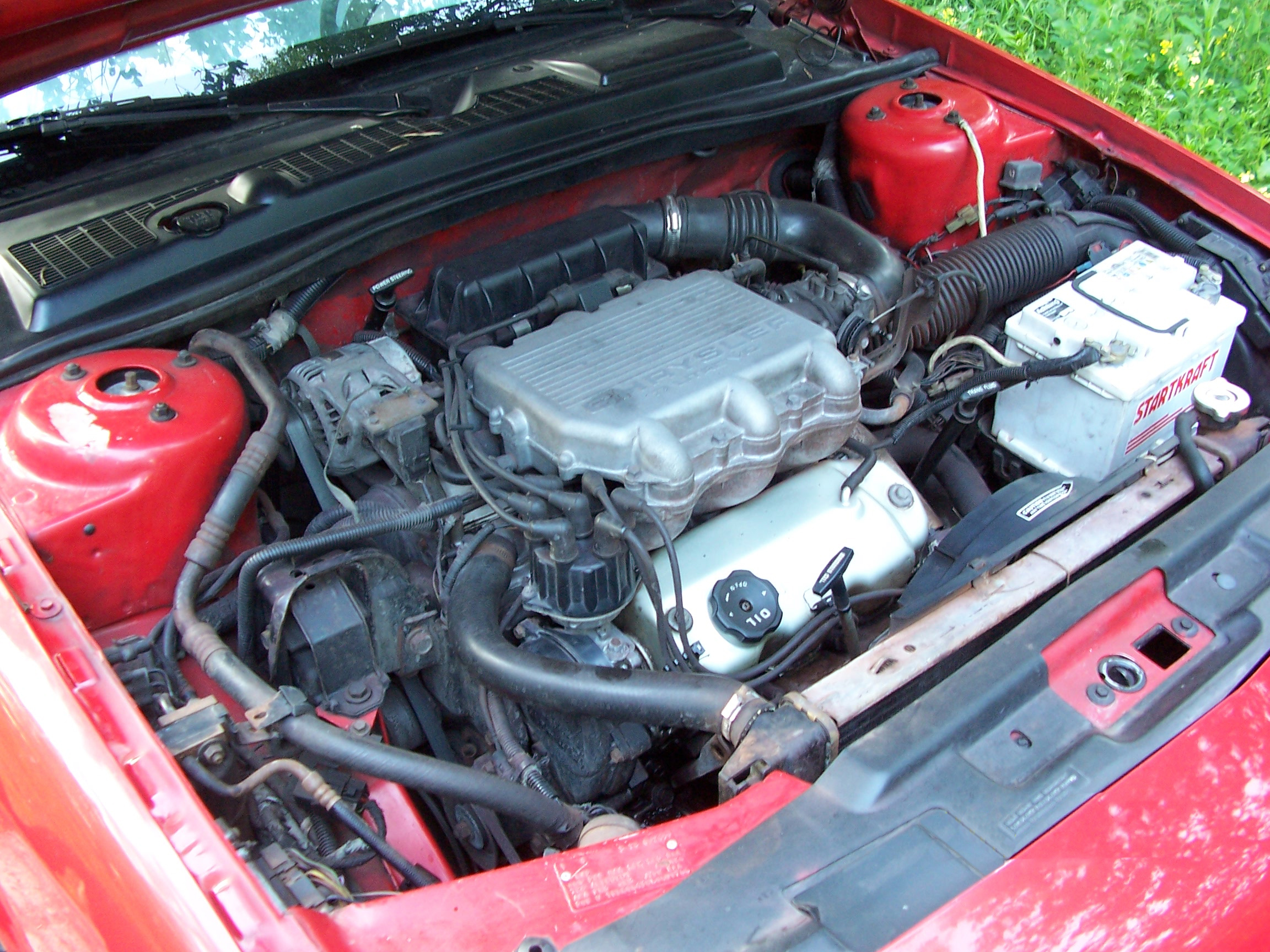
3,0-Liter-V6-Motor von Mitsubishi

### Zweites Facelift (1992)
Nachdem 1991 ein Konzeptfahrzeug mit dem Namen Daytona RT Concept vorgestellt wurde, das bereits die weitere Entwicklung des Daytona andeutete, erhielt der Daytona 1992 ein weiteres Facelift mit feststehenden Scheinwerfern und geänderten Schwellerschürzen. Auch die Heckpartie wurde überarbeitet. Zudem ergänzte der Daytona IROC R/T mit 227 PS starkem Turbomotor das Programm nach oben hin; der normale IROC erhielt den V6 als Grundausstattung.
Im letzten Jahr des Daytona, 1993, war der 2,5 l-Turbomotor mit 152 PS nicht mehr lieferbar. Die Produktion endete im März 1993. 

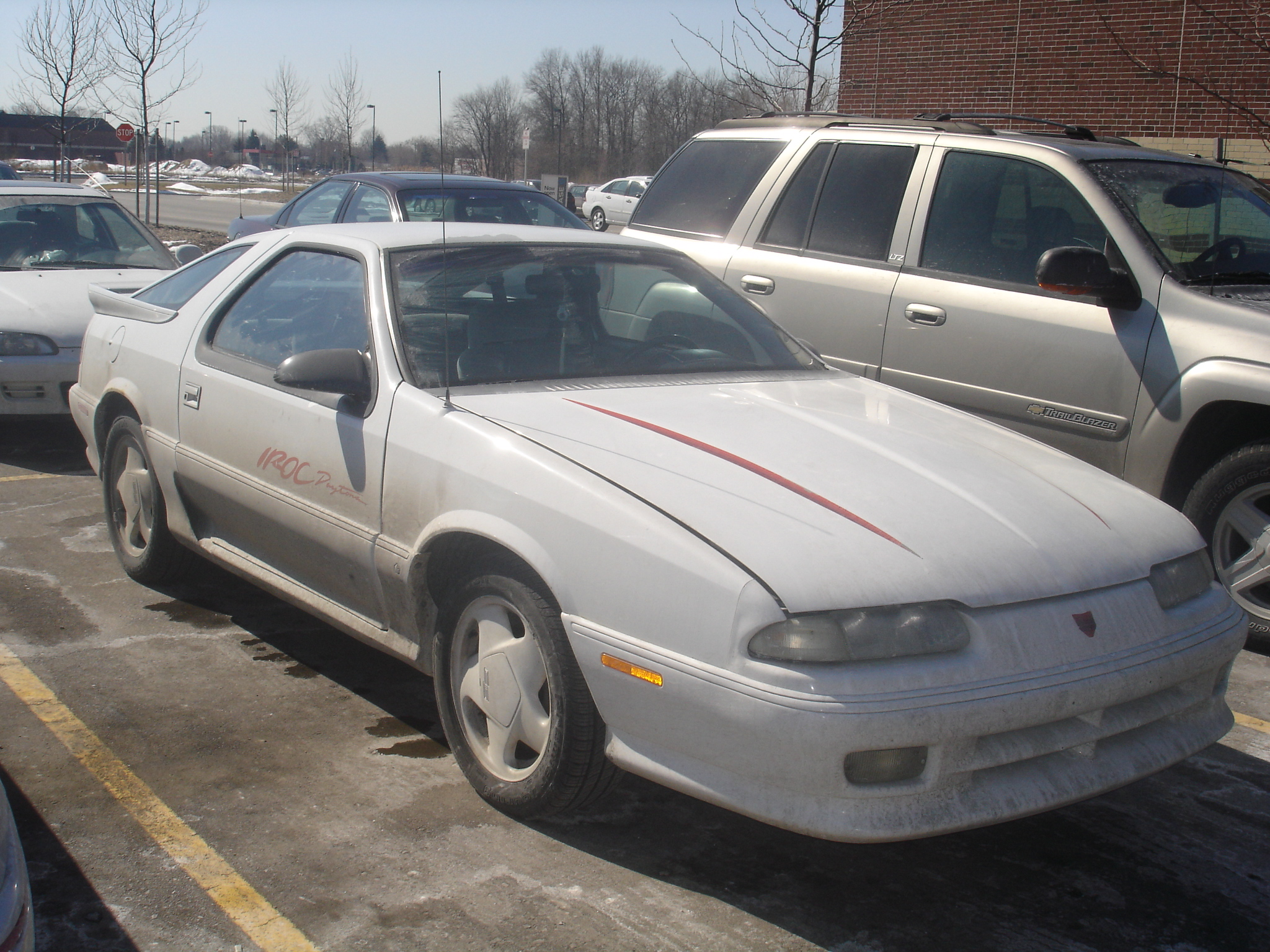
Dodge Daytona (1992–1993)
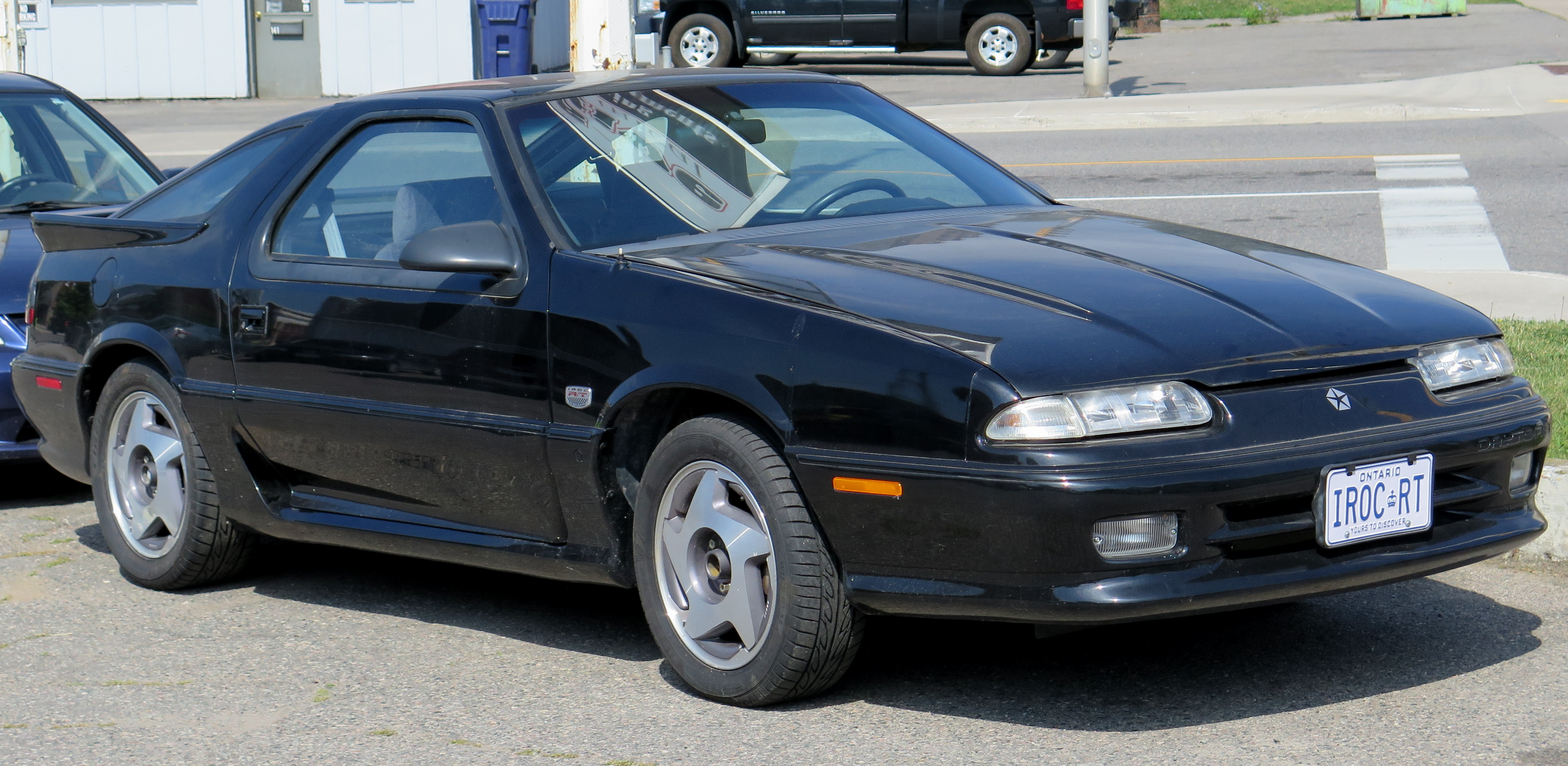
Chrysler Daytona IROC R/T
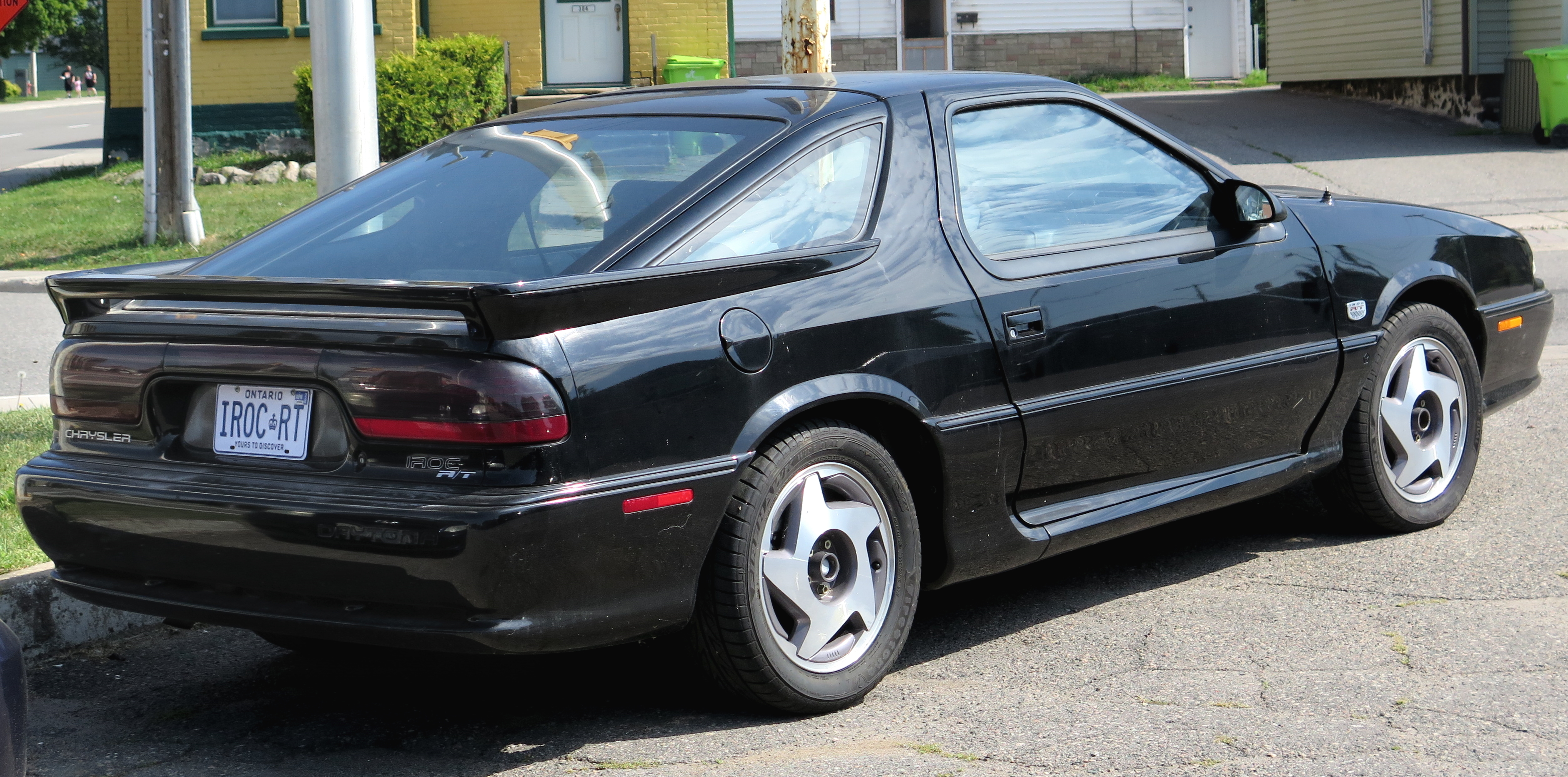
Heckansicht
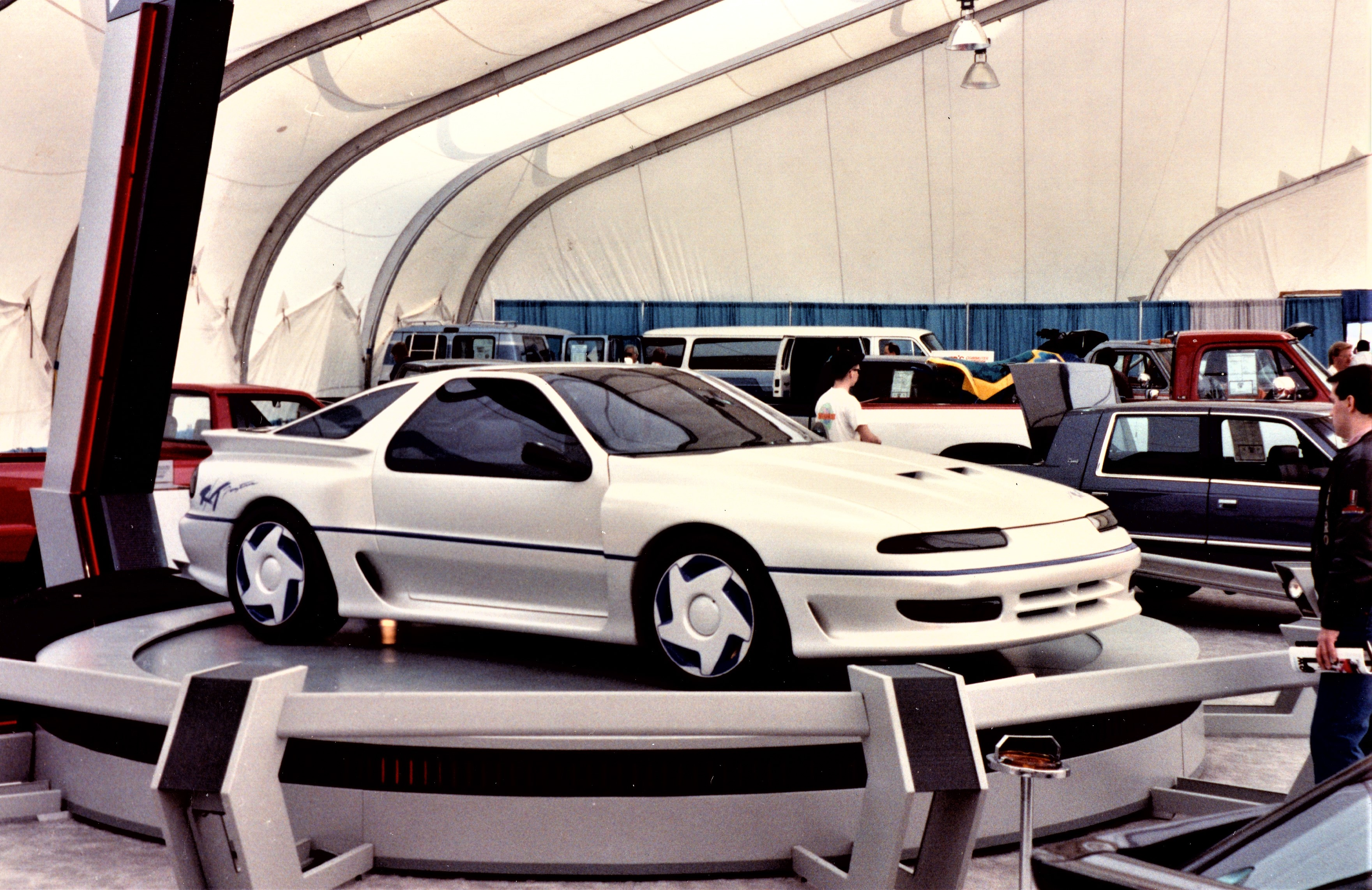
Dodge Daytona RT Concept (1991)
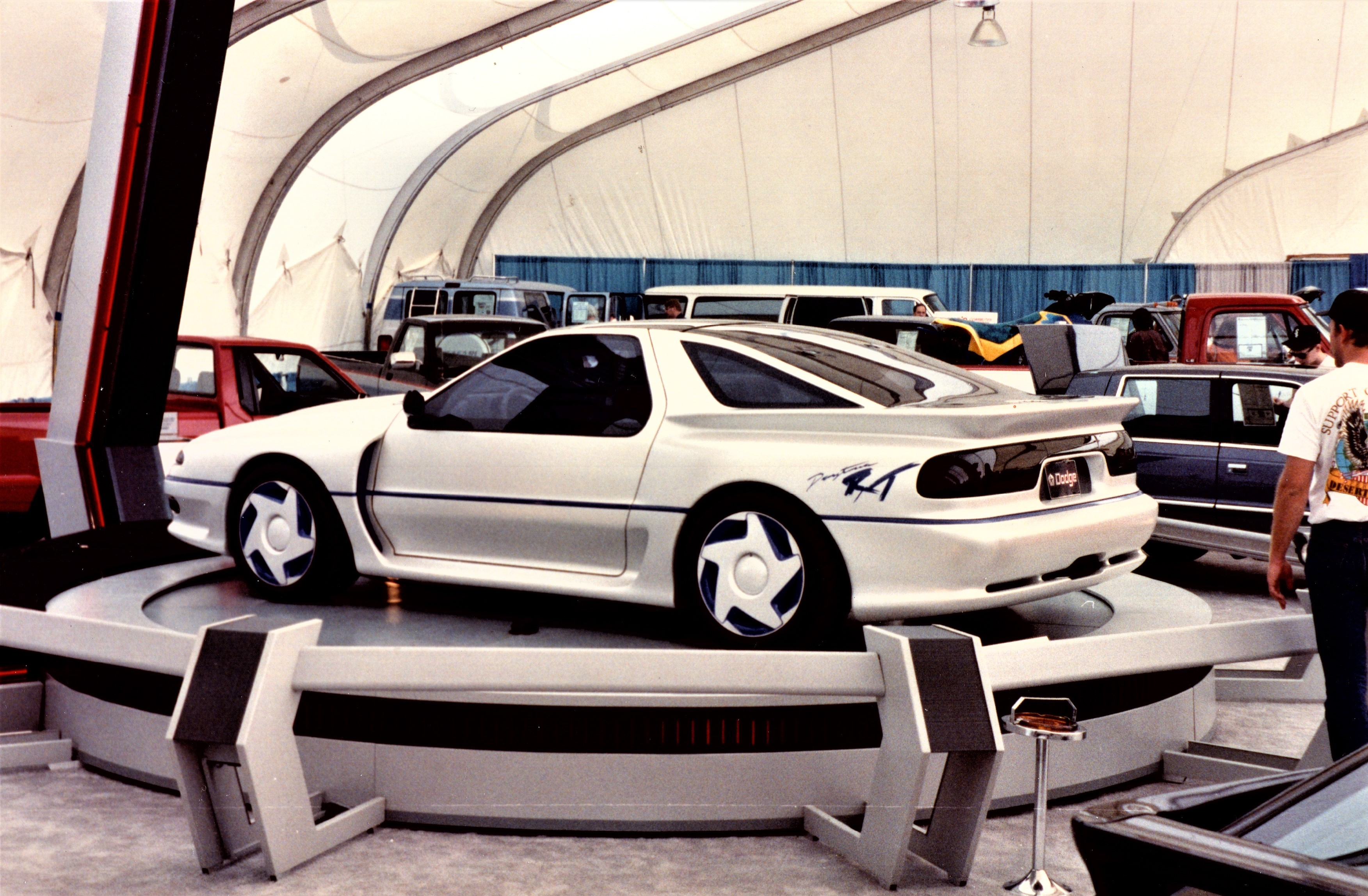
Heckansicht

## Produktion
Dodge fertigte vom Daytona, alle Versionen zusammengenommen, etwa 385.000 Fahrzeuge.